# ボーラ・ジ・オーロ
ボーラ・ジ・オーロ (ポルトガル語: Bola de Ouro、ゴールデンボールの意) はブラジルのサッカー雑誌「プラカール」(Placar) 誌によって1973年以降授与されている賞。2016年からはESPNが主催している。
カンピオナート・ブラジレイロ・セリエA試合後の選手採点に基づいて採点されて各ポジションで平均評価点が最も高い選手はボーラ・ジ・プラッタに選出され、その中でも最も平均評価点の高い選手がこの賞を受賞し、ブラジル1部リーグの年間最優秀選手賞に相当する。

## 受賞者
| シーズン | 選手                   | クラブ               |
| -------- | ---------------------- | -------------------- |
| 1970年   | フランシスコ・レジェス | CRフラメンゴ         |
| 1971年   | ジルセウ・ロペス       | クルゼイロEC         |
| 1972年   | エリアス・フィゲロア   | SCインテルナシオナル |

1970年、1972年は賞は授与されなかったが、最も良い評価を受けたのは以上のプレイヤーであった。また、1971年の賞は2013年に遡及的に授与された。
| シーズン | 選手                         | クラブ                       |
| -------- | ---------------------------- | ---------------------------- |
| 1973年   | アティリオ・アンチェタ       | グレミオFBPA                 |
| 1973年   | アグスティン・セハス         | サントスFC                   |
| 1974年   | ジーコ                       | CRフラメンゴ                 |
| 1975年   | バウディール・ペレス         | サンパウロFC                 |
| 1976年   | エリアス・フィゲロア         | SCインテルナシオナル         |
| 1977年   | トニーニョ・セレーゾ         | アトレチコ・ミネイロ         |
| 1978年   | パウロ・ロベルト・ファルカン | SCインテルナシオナル         |
| 1979年   | パウロ・ロベルト・ファルカン | SCインテルナシオナル         |
| 1980年   | トニーニョ・セレーゾ         | アトレチコ・ミネイロ         |
| 1981年   | パウロ・イジドーロ           | アトレチコ・ミネイロ         |
| 1982年   | ジーコ                       | CRフラメンゴ                 |
| 1983年   | ロベルト・コスタ             | アトレチコ・パラナエンセ     |
| 1984年   | ロベルト・コスタ             | CRヴァスコ・ダ・ガマ         |
| 1985年   | マリーニョ                   | バングーAC                   |
| 1986年   | カレッカ                     | サンパウロFC                 |
| 1987年   | レナト・ガウショ             | CRフラメンゴ                 |
| 1988年   | クラウディオ・タファレル     | SCインテルナシオナル         |
| 1989年   | リカルド・ローシャ           | サンパウロFC                 |
| 1990年   | セザール・サンパイオ         | サントスFC                   |
| 1991年   | マウロ・シルバ               | CAブラガンチーノ             |
| 1992年   | ジュニオール                 | CRフラメンゴ                 |
| 1993年   | セザール・サンパイオ         | SEパルメイラス               |
| 1994年   | マルシオ・アモローゾ         | グアラニFC                   |
| 1995年   | ジオヴァンニ                 | サントスFC                   |
| 1996年   | ジャウミーニャ               | SEパルメイラス               |
| 1997年   | エジムンド                   | CRヴァスコ・ダ・ガマ         |
| 1998年   | エジウソン                   | SCコリンチャンス・パウリスタ |
| 1999年   | マルセリーニョ・カリオカ     | SCコリンチャンス・パウリスタ |
| 2000年   | ロマーリオ                   | ヴァスコ・ダ・ガマ           |
| 2001年   | アレックス・ミネイロ         | アトレチコ・パラナエンセ     |
| 2002年   | カカ                         | サンパウロFC                 |
| 2003年   | アレクサンドロ・デ・ソウザ   | クルゼイロEC                 |
| 2004年   | ロビーニョ                   | サントスFC                   |
| 2005年   | カルロス・テベス             | SCコリンチャンス・パウリスタ |
| 2006年   | ルーカス・レイヴァ           | グレミオFBPA                 |
| 2007年   | チアゴ・ネヴェス             | フルミネンセFC               |
| 2008年   | ロジェリオ・セニ             | サンパウロFC                 |
| 2009年   | アドリアーノ・レイテ         | CRフラメンゴ                 |
| 2010年   | ダリオ・コンカ               | フルミネンセFC               |
| 2011年   | ネイマール                   | サントスFC                   |
| 2012年   | ロナウジーニョ・ガウショ     | アトレチコ・ミネイロ         |
| 2013年   | エヴェルトン・リベイロ       | クルゼイロEC                 |
| 2014年   | リカルド・グラール           | クルゼイロEC                 |
| 2015年   | レナト・アウグスト           | SCコリンチャンス・パウリスタ |
| 2016年   | ガブリエル・ジェズス         | SEパルメイラス               |
| 2017年   | ジョー                       | SCコリンチャンス・パウリスタ |
| 2018年   | ドゥドゥ                     | SEパルメイラス               |
| 2019年   | ガブリエウ・バルボーザ       | CRフラメンゴ                 |
| 2020年   | クラウジーニョ               | レッドブル・ブラガンチーノ   |
| 2021年   | フッキ                       | アトレチコ・ミネイロ         |
| 2022年   | グスタヴォ・スカルパ         | SEパルメイラス               |
| 2023年   | ルイス・スアレス             | グレミオFBPA                 |